# لجنة المشرق العربي الرباعية
كانت لجنة المشرق العربي الرباعية عبارة عن شراكة ثقافية واقتصادية رسمية ما  بين تركيا ولبنان وسوريا والأردن  التي تشكلت في ديسمبر/ كانون الأول 2010  وقد اعلنت اللجنة الرباعية أن هدفها الرئيسي في نهاية المطاف هو إنشاء اتحاد  اقتصادي وثقافي ونقدي وسياسي في الشرق الأوسط مماثل للاتحاد الأوروبي وقد شملت اللجنة المؤسسين الأربعة بالإضافة إلى البحرين والعراق والكويت وسلطنة عمان وقطر والإمارات العربية المتحدة واليمن وإيران.
وقد تم تشكيل اتفاقية اللجنة الرباعية بعد أن شهدوا عقدا من ازدياد التبادل التجاري والحركة الدبلوماسية ما بين تركيا والدول الأعضاء الأخرى. وقد تم إنشاء منتدى الأعمال في المشرق العربي مع أمانة عامة في بيروت بهدف تمكين التداول الحر للسلع والأشخاص بين دول اللجنة الرباعية وكما كان من المقرر إنشاء اتحاد جمركي يسمى شامجن - وهذا المصطلح  هو  تورية عن الشام واتفاقية  شينجن  للاتحاد  الأوروبي -  تشارك فيها إيران والعراق بإصدار تأشيرات مشتركة مع تركيا وسوريا ولكن تم ايقاف المشروع ووضع حد فعلي له عندما قامت تركيا بفرض عقوبات اقتصادية على سوريا بعد أقل من عام من الإعلان عن قرار  الانتفاضة في سوريا.
وكما أعلن المشاركون في اتفاق رباعية المشرق العربي الأصلي عزمهم على استئناف المفاوضات بمجرد عودة الوضع إلى حالته الطبيعية
توقع محللو البنك الدولي ان تساهم الزيادة المتوقعة في التجارة التي كانت ستولدها اللجنة العربية بالمشرق العربي بفوائد «كبيرة» لو لم توقفها الحرب الأهلية السورية. وعلق سونر جاغابتاي قائلا ان خطة اللجنة تندرج ضمن رؤية حزب العدالة والتنمية لتركيا باعتبارها برازيل الشرق الأوسط لكونها قوة اقتصادية صاعدة تحترق شوقا  لتشكيل الأحداث الإقليمية.